# 下庄駅
下庄駅（しものしょうえき）は、三重県亀山市下庄町にある、東海旅客鉄道（JR東海）紀勢本線の駅である。

## 歴史
- 1891年（明治24年）8月21日：関西鉄道亀山駅 - 一身田駅間開通時に開設[1]。一般駅。[2]
- 1907年（明治40年）10月1日：国有化、帝国鉄道庁の駅となる[1][2]。
- 1909年（明治42年）10月12日：線路名称制定、参宮線所属となる[1]。
- 1959年（昭和34年）7月15日：線路名称改定、参宮線亀山 - 当駅 - 多気間が紀勢本線へ編入、同線の駅となる[1]。
- 1962年（昭和37年）2月1日：貨物取扱廃止[2]。
- 1974年（昭和49年）4月1日：荷物扱い廃止[2]。
- 1983年（昭和58年）12月21日：無人駅化[3]。
- 1987年（昭和62年）4月1日：国鉄分割民営化に伴い、東海旅客鉄道（JR東海）の駅となる[1][2]。

## 駅構造
相対式ホーム2面2線を有する列車交換可能な地上駅。両ホームは跨線橋で連絡している。構内西側、1番線ホームに古くからの駅舎があったが、解体され待合所が建っている。
亀山駅管理の無人駅。

### のりば
| 番線 | 路線      | 方向 | 行先           |
| ---- | --------- | ---- | -------------- |
| 1    | ■紀勢本線 | 下り | 津・伊勢市方面 |
| 2    | ■紀勢本線 | 上り | 亀山方面       |

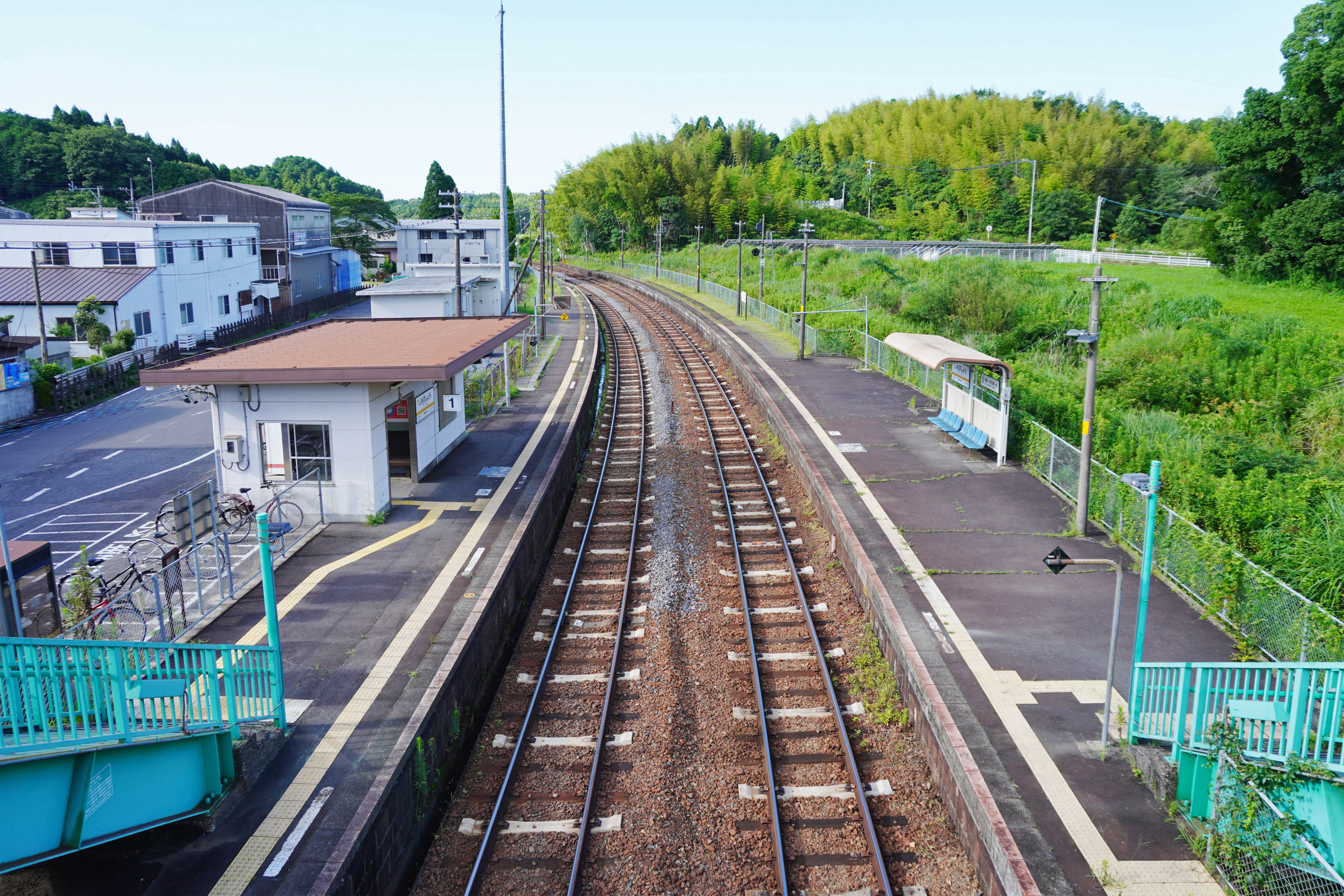
ホーム（2023年7月）

## 利用状況
「三重県統計書」によると、近年の1日平均乗車人員の推移は以下の通り。
| 年度   | 一日平均 乗車人員 |
| ------ | ----------------- |
| 1998年 | 361               |
| 1999年 | 351               |
| 2000年 | 337               |
| 2001年 | 377               |
| 2002年 | 349               |
| 2003年 | 358               |
| 2004年 | 372               |
| 2005年 | 356               |
| 2006年 | 340               |
| 2007年 | 319               |
| 2008年 | 337               |
| 2009年 | 332               |
| 2010年 | 354               |
| 2011年 | 364               |
| 2012年 | 332               |
| 2013年 | 335               |
| 2014年 | 344               |
| 2015年 | 353               |
| 2016年 | 356               |
| 2017年 | 328               |
| 2018年 | 322               |
| 2019年 | 304               |

## 駅周辺
森林に挟まれた所にあり、駅付近には人家が数軒ある。なお、豊が丘と言う住宅地と下庄の集落は駅からやや離れた所にある。
- 三重県道649号亀山安濃線
- 中ノ川

## バス路線
駅舎前に「下庄駅」停留所、駅前を通る道路上に「下庄駅口」停留所があり、亀山市コミュニティバス路線が発着する。なお、日祝日と正月三が日は全便運休となる。
下庄駅
- 亀山市コミュニティバス
  - 南部ルート
    - 亀山駅前

※当駅発着便（2往復）のみ乗入。
下庄駅口
- 亀山市コミュニティバス
  - 南部ルート
    - 亀山駅前
    - 弘法寺

※当駅発着便（2往復）を除く全便が経由。

## 隣の駅
東海旅客鉄道（JR東海）
■紀勢本線
亀山駅 - 下庄駅 - 一身田駅